# Amtsgericht Drossen
Das Amtsgericht Drossen war ein preußisches Amtsgericht mit Sitz in Drossen, Provinz Brandenburg.

## Geschichte
Ab 1849 war das königliche Kreisgericht Zielenzig das zuständige Eingangsgericht. In Drossen war eine Zweigstelle (Gerichtskommission) eingerichtet. Übergeordnet war das Kammergericht als Appellationsgericht. Im Rahmen der Reichsjustizgesetze wurden diese Gerichte aufgehoben und reichsweit einheitlich Oberlandes-, Land- und Amtsgerichte gebildet. Das königlich preußische Amtsgericht Drossen wurde mit Wirkung zum 1. Oktober 1879 als eines von elf Amtsgerichten im Bezirk des Landgerichtes Frankfurt (Oder) im Bezirk des Kammergerichtes gebildet. Der Sitz des Gerichts war die Stadt Drossen. Sein Gerichtsbezirk umfasste aus dem Landkreis Weststernberg den Stadtbezirk Drossen und die Amtsbezirke Radach, Schmagorei, Seefeld und Tschernow. Am Gericht bestand 1880 eine Richterstelle. Das Amtsgericht war damit ein kleines Amtsgericht im Landgerichtsbezirk. Nach dem Zweiten Weltkrieg wurde Deutschland östlich der Oder-Neiße-Grenze, darunter der Sprengel des Amtsgerichts Drossen, unter polnische Verwaltung gestellt. Damit endete die Geschichte des Amtsgerichts Drossen.